# Bandera de Geòrgia (Estats Units)
L'actual bandera de l'estat de Geòrgia (Estats Units) va ser aprovada el 8 de maig de 2003. La bandera té tres barres vermelles i blanques, amb l'escut de l'estat (adoptat del segell estatal) sobre un camp blau a la cantonada superior esquerra. En l'escut, l'arc simbolitza la constitució de l'estat i els pilars representen les tres branques del poder públic: legislatiu, executiu i judicial. Les paraules del lema de l'estat "Saviesa, Justícia, Moderació", s'emboliquen al voltant dels pilars, vigilat per una figura masculina vestida amb vestit colonial com un soldat de la Revolució Americana, amb una espasa brandada que representa la defensa de la constitució. Un altre lema, "In God We Trust" (En Déu confiem), apareix sota aquests elements, malgrat no formar part del segell de l'estat ni de l'escut. La bandera té tretze estrelles, que representen Geòrgia i als altres 12 estats originals que van formar els Estats Units d'Amèrica.

## La Jura de la Bandera de Geòrgia
| « | Juro lleialtat a la bandera de Geòrgia i als principis que defensa: Saviesa, Justícia, i Moderació. | » |

## Banderes Històriques
La bandera estatal utilitzada de 1956 a 2001 (vegeu més endavant) tenia destacat un pavelló de batalla confederat, que alguns habitants trobaven ofensiu a causa del record del de la història dels Estats Confederats d'Amèrica i el seu ús actual com un símbol de diversos grups de supremacia blanca. Els afroamericans en particular el consideraven ofensiu, ja que l'emblema es va aprovar inicialment no durant la Guerra Civil Americana, sinó el 1956 durant l'apogeu de la lluita contra la segregació durant el moviment de drets civils. Fins i tot el 1956, el suport a la bandera no va ser unànime, per exemple, les Filles Unides de la Confederació es van oposar a la bandera amb una profètica afirmació: "podria causar lluites".
Com s'ha indicat ja en el segle xxi, els defensors de la bandera de 1956 van al·legar que el pavelló va ser dissenyat per commemorar l'imminent centenari de la Guerra Civil Americana, que tindria lloc en cinc anys. Els crítics, entre ells el congressista per Geòrgia John Lewis, afirmen que només va ser adoptat com un símbol de protesta racista, especialment contra la decisió del cas Brown contra la Junta d'Educació. Un tribunal federal d'apel·lacions va assenyalar el 1997 que la resolució de 1956 de canviar la bandera va ser part d'un paquet legislatiu més ampli que aquell any va realitzar l'Assemblea General de Geòrgia, que incloïa mesures com rebutjar la sentència del cas Brown contra la Junta, i que seguia l'anunci del llavors Governador Marvin Griffin qui va anunciar que "la resta de la nació està mirant a Geòrgia perquè dirigeixi la segregació".
La pressió política per canviar la bandera oficial de l'estat va augmentar durant la dècada de 1990, en particular durant el període previ als Jocs Olímpics de 1996 que es van celebrar a Atlanta. L'Associació Nacional per al Progrés de la Gent de Color (NAACP) va fixar la bandera de Geòrgia com un problema important i alguns líders empresarials a Geòrgia van considerar que la percepció de la bandera suposava grans danys econòmic a l'estat. El 1992, el governador Zell Miller va anunciar la seva intenció d'eliminar el pavelló de batalla de la bandera, però la legislatura estatal es va negar a aprovar qualsevol legislació que suposés una modificació de la bandera. Aquesta qüestió es va abandonar amb la fi de la sessió legislativa el 1993. Molts habitants d'Atlanta i alguns polítics de Geòrgia es van negar a hissar la bandera de 1956 i van enarborar en el seu lloc l'anterior a 1956.
El successor de Miller com a governador, Roy Barnes, va respondre a les creixents peticions d'una nova bandera estatal, i el 2001 es va afanyar a reemplaçar-la a través de l'Assemblea General de Geòrgia, tot i les veus de protesta. La seva nova bandera buscava una solució de compromís: representa petites versions d'algunes (però no totes) de les antigues banderes de Geòrgia, inclosa la controvertida bandera de 1956, sota les paraules "Geòrgia's History" ("La història de Geòrgia"). Les banderes incloses eren la "Betsy Ross" (bandera original de les tretze estrelles dels Estats Units), la primera bandera de Geòrgia (anterior a 1879), la bandera de Geòrgia entre 1920 i 1956, l'anterior bandera (1956-2001) i l'actual bandera nord-americana de les cinquanta estrelles.
La bandera de 2001, que pretenia ser menys ofensiva, mai va ser popular entre els georgians. Es percebia com "dissenyada per un comitè," i era estèticament complicada, abarrotada de molts petits elements. En un estudi realitzat el 2001 sobre banderes estatals i provincials a Amèrica del Nord, realitzat per la NAVA, la nova bandera de Geòrgia va ser classificada com la pitjor per un ampli marge. Aquest grup va afirmar que la bandera "viola tots els principis de bon disseny de banderes".

## Bandera actual
El 2002, Sonny Perdue va ser triat governador de Geòrgia, en part a causa la seva promesa de permetre que els georgians triessin la seva pròpia bandera en un referèndum estatal. Perdue va decebre a molts partidaris de la bandera de 1956 en no proposar un referèndum sobre la versió que preferien. En canvi, Perdue va permetre que la legislatura de Geòrgia dissenyés una nova bandera el 2003.
La bandera proposada per l'Assemblea General combinava elements de les anteriors banderes de Geòrgia, creant una composició més inspirada en la primera bandera nacional confederada ("Stars and Bars", "Estrelles i barres"), que es pot observar pavelló de batalla confederat. Perdue va signar la legislació en llei el 8 de maig de 2003.
La legislació de 2003 també autoritzava la realització d'un referèndum públic en què una de les dues últimes banderes (la de 2001 i la de 2003) seria adoptada oficialment com la bandera de l'estat. El referèndum va tenir lloc durant les primàries estatals del 2 de març de 2004. Alguns grups i manifestants de patrimoni, coneguts com a "flaggers" (de l'anglès flag, "bandera"), enfadats amb el governador Perdue perquè la bandera de 1956 no havia estat inclosa entre les eleccions, van cridar a boicotejar la votació. Si la bandera de 2003 hagués estat rebutjada, el disseny anterior a 2001 s'hauria sotmès a votació. Finalment, el disseny de 2003 va guanyar el referèndum, tot i que no vinculant, amb un 73,1% dels vots.
Si bé la nova bandera estatal inclou elements de les banderes de 1879, 1902, 1906 i 1920, aquestes són similars a la primera bandera oficial dels Estats Confederats d'Amèrica. Tot i que la bandera oficial en el període entre 1956 i 2001 contenia el pavelló de batalla més àmpliament conegut, la bandera actual és similar a la primera bandera oficial confederada ("Stars and Bars"), amb l'escut d'armes de l'estat de Geòrgia substituint a les set estrelles sobre fons blau.